# Victoria V 35 Bergmeister
Die Victoria V 35 Bergmeister ist ein Motorrad der Victoria-Werke AG in Nürnberg. Sie erschien Ende 1953 und wurde bis Anfang 1955 gebaut; danach entstanden noch Einzelstücke aus Teilebeständen. Die gesamte Herstellungszahl beläuft sich auf ca. 5000 Maschinen. Die Victoria Bergmeister ist im Wesentlichen eine Konstruktion von Richard Küchen, der insbesondere als Motorenbauer bekannt war. Kennzeichnend für ihn sind die glatten Gehäuse seiner Motoren und seine Kettengetriebe: beides Konstruktionsmerkmale, die auch bei der Victoria Bergmeister verwirklicht sind.

## Technik

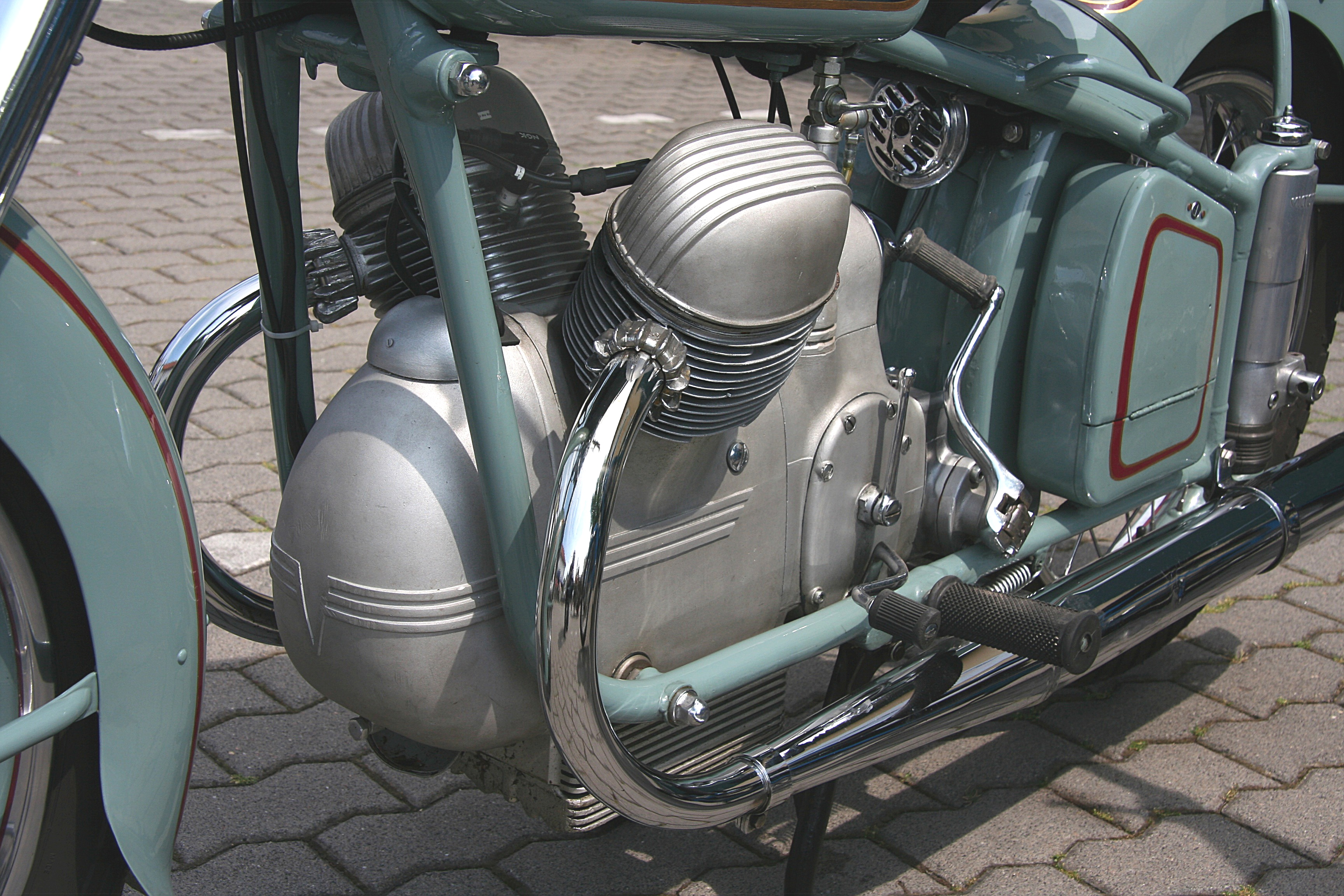
Motor und Getriebe mit Fuß- und Hilfshandschalthebel

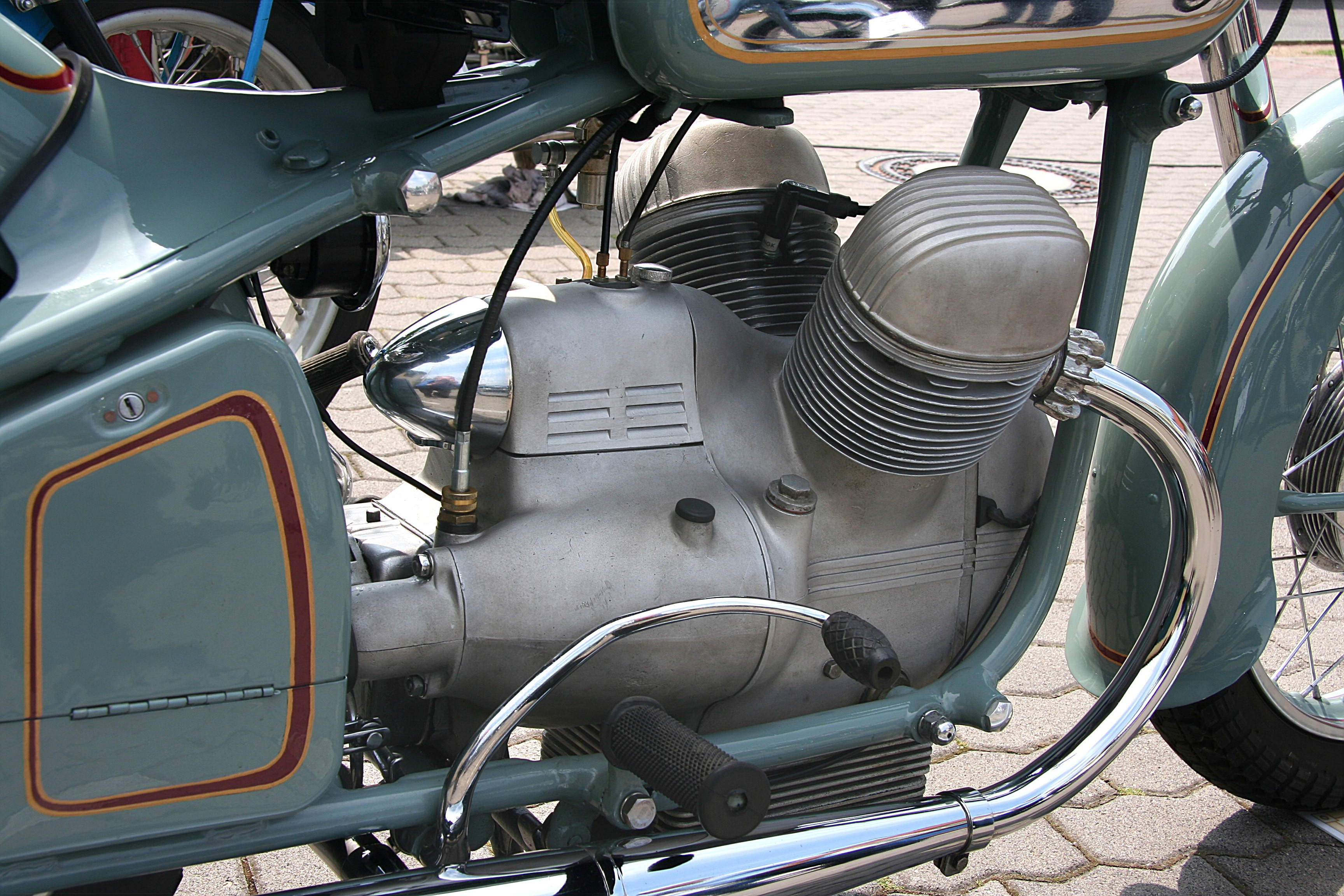
Getriebe mit Kardanausgang (Kardanwelle durch Werkzeugkasten verdeckt)

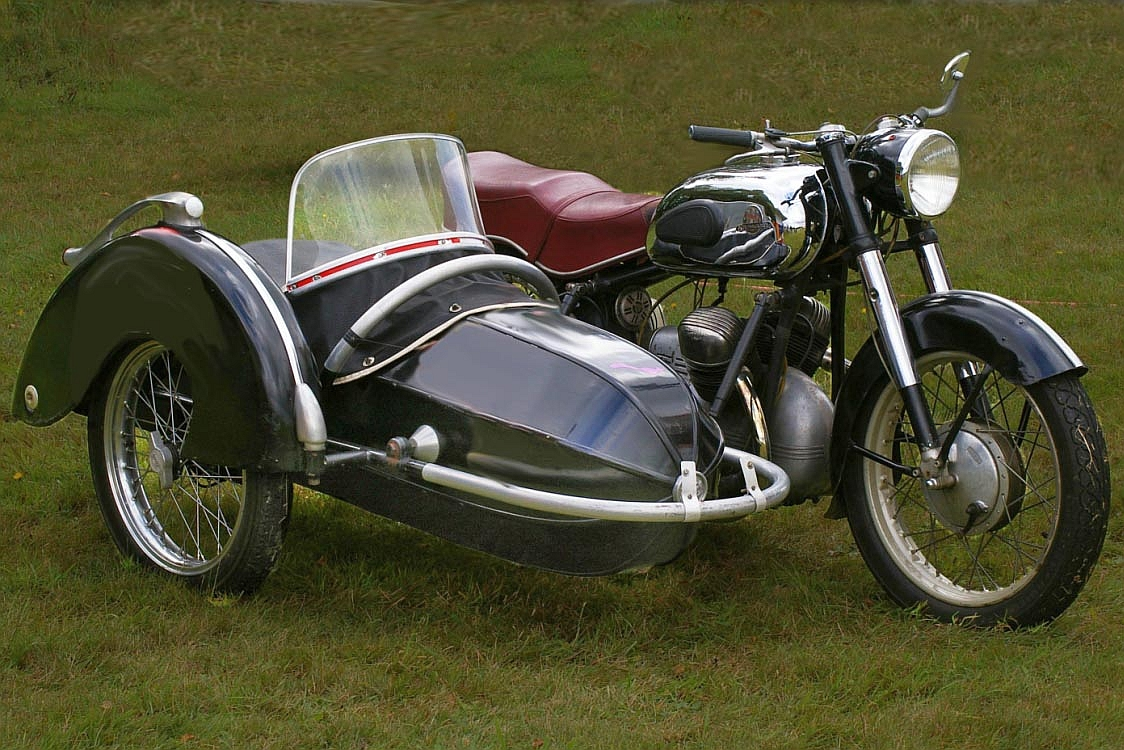
Victoria Bergmeister mit Beiwagen

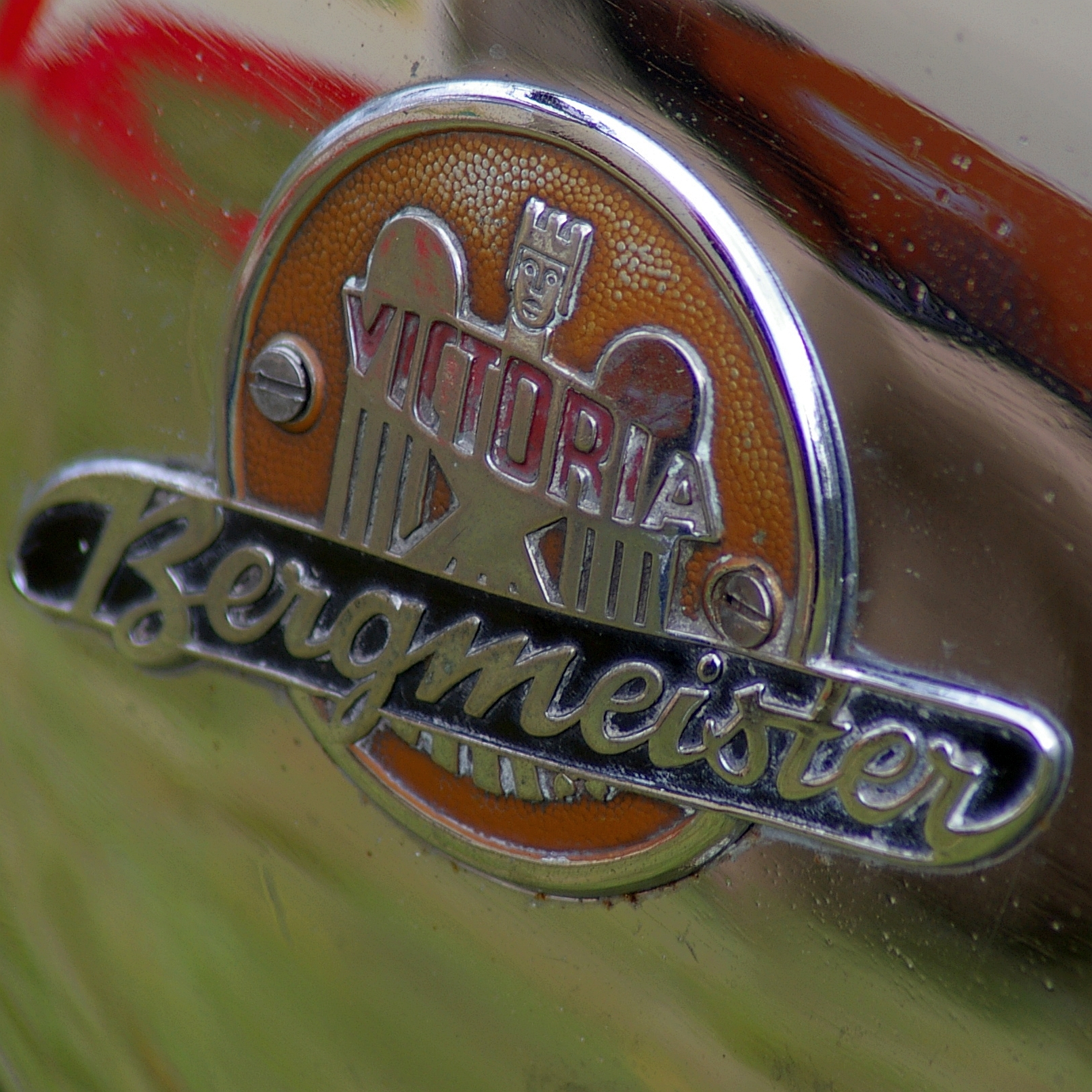
Logo der Victoria Bergmeister

### Zweizylinder-V-Motor
Der Bergmeister-Motor ist ein fahrtwindgekühlter Zweizylinder-Viertakt-Ottomotor, der mit 347 cm³ Hubraum 21 PS (15 kW) leistet. Er ist ein V-Motor mit 64° Zylinderbankwinkel, dessen Pleuel nebeneinander auf einem gemeinsamen Hubzapfen laufen; dadurch baut der Motor relativ kurz. Die Zylinder sind bei starker Schräglage in Kurven oder bei einem Sturz weniger gefährdet als die eines Boxermotors. Über der Kurbelwelle liegt die durch eine Kette angetriebene Nockenwelle, die über Rollenstößel, Stoßstangen und Kipphebel die Ventile steuert. Dank der verhältnismäßig hohen Lage der Nockenwelle sind die Stoßstangen kurz.
Elektrik und Vergaser befinden sich unter glattflächigen Abdeckungen, wodurch Lichtmaschine und Zündverteiler gegen Schmutz und Feuchtigkeit geschützt sind. Jedoch behindert dies die Wärmeabfuhr, so kam es oft bei Nachtfahrten zu einem Ausfall der Lichtmaschine. Im Sporteinsatz waren vielfach nachgerüstete Belüftungen zu sehen. Für Einstellarbeiten wird die vordere Abdeckung nach oben herausgehoben, wozu unten eine einzige Schraube zu lösen ist. Ähnlich leicht lässt sich die Vergaserabdeckung entfernen, die aus zwei Schalen besteht. Ein Nachteil der eleganten Unterbringung des Vergasers sind lange Ansaugwege (Wettbewerbsmaschinen wurden deshalb zum Teil mit zwei Vergasern ausgerüstet).
Zur Zündeinstellung gibt es links im Motorgehäuse ein normalerweise mit einer Schraube verdecktes Schauloch, durch das die Markierungen für den richtigen Zündzeitpunkt zu sehen sind. Weniger wartungsfreundlich ist die Anordnung der Zündkerzen an der Innenseite der Zylinder. Serienmäßig ist zur Erleichterung nächtlicher Reparaturen eine Leuchte unter dem Tank angebaut.

### Kettengetriebe und Kardanantrieb
Das Getriebe der Bergmeister bildet äußerlich eine Einheit mit dem Motor. Weil die Kurbelwelle in Fahrtrichtung liegt, ist das Getriebe ohne besonderen Primärantrieb hinter Kurbelwelle und Kupplung angeordnet, und der Hinterradantrieb mit Gelenkwelle erfordert keine Kraftumlenkung. Das Vierganggetriebe ist als Kettengetriebe ausgebildet, es hat Fußschaltung und einen zusätzlichen Hilfshandschalthebel auf der linken Fahrzeugseite. (a)
Victoria lieferte für den Achsantrieb der Bergmeister drei verschiedene Übersetzungen, also wechselbare Zahnräder, je nachdem, ob das Motorrad solo, vorwiegend am Berg oder mit Seitenwagen gefahren werden sollte. Entsprechend unterschiedlich sind die Angaben zur Höchstgeschwindigkeit, die von 95 bis 135 km/h (solo liegend) reichen.
Die Kraft wird über eine Kardanwelle aus Federstahl an das Hinterrad übertragen. Da ihr Mittelstück als Drehstabfeder ausgelegt ist, ist eine weitere Maßnahme zum Auffangen von Drehmomentstößen, etwa durch eine Hardyscheibe, unnötig.

### Rahmen und Fahrwerk
Die Victoria Bergmeister hat einen Doppelrohrrahmen aus nahtlos gezogenen Stahlrohren, der als äußerst verwindungssteif gilt und auf Seitenwagenbetrieb ausgelegt ist. Das Vorderrad wird an einer Teleskopgabel geführt (im Versuch auch Schwinge), das Hinterrad an einer Geradewegfederung. Im Motorsport setzte das Werk auch Versionen mit Hinterradschwinge ein. Ein Gummisilentblock (zwischen Metallplatten einvulkanisiertes Gummiteil) federt den Sattel. Die Vollnabenbremsen sind mit einem Durchmesser von 180 mm und einer Belagbreite von 30 mm für die damalige Zeit großzügig dimensioniert, für den Seitenwagenbetrieb (trotz gebremstem Seitenwagenrad) allerdings auch unerlässlich.

### Ausstattung
Zur Serienausstattung der Bergmeister gehören ein großer Scheinwerfer mit eingebautem Tachometer und elektrischer Leerlaufanzeige (die über Getriebekontakt geschaltet wird), ein Kasten links am Hinterrad zur Unterbringung der Batterie und ein Werkzeugkasten auf der rechten Seite sowie genormte Anschlüsse für einen Seitenwagen. Die Fußrasten sind verstellbar und können fußgerecht auf den Schalthebel abgestimmt werden. Unter dem Tank ist eine Leuchte angebracht, um während einer Reise eventuell nötige Reparaturen am Motor sogar bei Dunkelheit durchführen zu können. Wahlweise lieferbar war ein flacher 15-Liter-Tank oder ein schmaler und höherer 18,5-Liter-Sporttank.

## Technische Daten
| Victoria V 35 Bergmeister (Bj. 1955) | Victoria V 35 Bergmeister (Bj. 1955)                                                 |
| ------------------------------------ | ------------------------------------------------------------------------------------ |
| Motor                                | längs eingebauter, fahrtwindgekühlter V-Zweizylinder-Viertakt-Ottomotor, Kickstarter |
| Ventilsteuerung                      | OHV-Ventilsteuerung, untenliegende Nockenwelle, Stößel, Stoßstangen, Kipphebel       |
| Bohrung × Hub                        | 64 × 54 mm                                                                           |
| Hubraum                              | 347 cm³                                                                              |
| Verdichtung                          | 7,5 : 1                                                                              |
| Nennleistung                         | 21 PS (15,4 kW) bei 6350/min                                                         |
| Gemischaufbereitung                  | Bing-Schrägdüsenvergaser, 24 mm Ansuagdurchmesser                                    |
| Getriebe                             | 4-Gang-Kettengetriebe mit Fußschaltung                                               |
| Endantrieb                           | Kardanantrieb                                                                        |
| Rahmen                               | nahtlos gezogener Doppelschleifen-Stahlrohrrahmen                                    |
| Radstand                             | 1400 mm                                                                              |
| Radaufhängung vorn                   | hydraulisch gedämpfte Teleskopgabel, 120 mm Federweg                                 |
| Radaufhängung hinten                 | hydraulisch gedämpfte Geradewegfederung, 65 mm Federweg                              |
| Felgengröße vorn                     | Drahtspeichenrad, 19″                                                                |
| Felgengröße hinten                   | Drahtspeichenrad, 19″                                                                |
| Bereifung vorn                       | 3,50–19″                                                                             |
| Bereifung hinten                     | 3,50–19″                                                                             |
| Bremse vorn                          | Innenbacken-Trommelbremse (Vollnabe mit Kühlrippen), ø 180 mm, handbetätigt          |
| Bremse hinten                        | Innenbacken-Trommelbremse (Vollbnabe mit Kühlrippen), ø 180 mm, fußbetätigt          |
| Leergewicht                          | 177 kg                                                                               |
| Tankinhalt                           | 15 l, wahlweise 18,5 Liter (Variante Sport)                                          |
| Höchstgeschwindigkeit                | ca. 130 km/h                                                                         |
| Preis                                | 2475,00 DM                                                                           |

## Die Modellbezeichnung „Bergmeister“
„Bergmeister“ wurde auch schon der Typ KR 6 genannt, nachdem Victoria 1932 mit einem solchen Motorrad die Europa-Bergmeisterschaft bei den Gespannen bis 600 cm³ gewonnen hatte. Die KR 6 hat einen quer eingebauten Zweizylinder-Boxermotor von 600 cm³ Hubraum und Kettenantrieb, die beiden Zylinder liegen also – in Fahrtrichtung gesehen – hintereinander.